# Rites at dawn
Rites at dawn is het derde studioalbum van Wobbler. Het album is opgenomen tussen mei 2009 en februari 2011 in de geluidsstudio van Frøislie (LFF-studio). De muziek werd wel omschreven als van een verloren gegaan muziekalbum van Yes uit de jaren 70 van de 20e eeuw. Daar waar de nummers voor de eerste twee albums in één periode rond 1999 zijn geschreven, werden de nummers voor Rites at dawn tijdens de opnamen geschreven. Frøislie gaf in 2018 toe, dat dat een van de oorzaken was dat de muziek anders klonk ten opzichte van de eerste twee voorgaande; zijn muzieksmaak van licht aangepast. Bovendien constateerde hij dat de nieuwe zanger Andreas een positievere blik en klank met zich meebracht. Christopher Cusack van ProgWereld vond het "de beste plaat die Yes nooit gemaakt heeft". 

## Musici
- Morten Andreas Eriksen: gitaar
- Lars Fredrik Frøislie: toetsinstrumenten, zang
- Kristian Karl Hultgren: basgitaar, saxofoon, glockenspiel
- Martin Nordrum Kneppen: slagwerk
- Andreas Wettergreen Strømman Prestmo: zang

Met medewerking van:
- Hanne Rekdal: fagot
- Ketil Vestrum Einarsen: dwarsfluit

## Muziek
| Nr. | Titel             | Duur  |
| --- | ----------------- | ----- |
| 1.  | Lucid             | 1:40  |
| 2.  | La Bealtaine      | 7:52  |
| 3.  | In orbit          | 12:30 |
| 4.  | The past presence | 6:14  |
| 5.  | A faerie’s play   | 5:19  |
| 6.  | The river         | 10:04 |
| 7.  | Lucid dreams      | 2:19  |